# ديريك شميت
ديريك شميت (بالإنجليزية: Derek Schmidt)‏ هو محامي وسياسي أمريكي، ولد في 23 يناير 1968 في إنديبيندنس في الولايات المتحدة. حزبياً، نشط في الحزب الجمهوري. وقد انتخب عضو مجلس ولاية كانساس.

## وصلات خارجية
- الموقع الرسمي